# Orpington
Den här artikeln handlar om orten. För hönsrasen med samma namn se Orpington (hönsras)
Orpington är en ort i Storbritannien.   Den ligger i grevskapet Greater London och riksdelen England, i den södra delen av landet, 21 km sydost om huvudstaden London. Orpington ligger 62 meter över havet och antalet invånare är 15 248.
Terrängen runt Orpington är lite kuperad. Runt Orpington är det tätbefolkat, med 881 invånare per kvadratkilometer. Närmaste större samhälle är Bexley, 8,2 km norr om Orpington. Trakten runt Orpington består till största delen av jordbruksmark.